# Serra de Cantaperdius (Castelldans)
La Serra de Cantaperdius és una serra situada al municipi de Castelldans a la comarca de les Garrigues, amb una elevació màxima de 387 metres.